# Срезневский, Иван Евсеевич
Ива́н Евсе́евич Срезне́вский (20 февраля [3 марта] 1770 — 12 [24] сентября 1819) — профессор красноречия, поэт и переводчик, философ

, оратор.
Брат философа и филолога Иосифа Евсеевича Срезневского. Отец Измаила Ивановича Срезневского (1812—1880) — знаменитого русского филолога-слависта. Его внуки — Срезневский, Вячеслав Измайлович (1849—1937), учёный и изобретатель в области научно-технической фотографии и Срезневский, Всеволод Измаилович (1867—1936), историк литературы, археограф, палеограф, библиограф, член-корреспондент Петербургской академии наук (с 1906), затем АН СССР.

## Учёба
Родился 20 февраля 1770 года в селе Срезнево, невдалеке от Старой Рязани. Отец его, местный священник Евсей Иванович, обременённый большою семьёй и сильно нуждавшийся, не был в состоянии дать сыну образование свыше того, которое можно получить в селе, и думал подготовить его к занятию какой-нибудь низшей духовной должности. Между тем, в мальчике загорелась жажда знаний: в 1782 году, 12-ти лет от роду, он решился уйти из родного села и поступил в Рязанскую семинарию. По окончании семинарского курса Срезневский выхлопотал себе увольнение из духовного звания, необходимое тогда для поступления в университет, и пешком отправился в Москву. Здесь 29 апреля 1792 года он был принят в разночинское отделение университетской гимназии, а 30 июля того же года — в число студентов Московского университета на словесное отделение Философского факультета.
По поступлении в университет, невзирая на жестокую нужду, Срезневский предался серьёзному изучению классиков, одним из результатов которого был стихотворный перевод «Tristia» Овидия. Этот труд обратил на себя внимание М. М. Хераскова и в 1795 году был напечатан под заглавием «Плач Публия Овидия Назона» с параллельным латинским текстом, с посвящением в стихах Хераскову и с приложением «Отроческого наставления М. Ант. Мурета» и «Ключа к Плачу» — хорошо составленного указателя собственных имён и предметов. Приноровленный к учебным целям, «Плач» Овидия в переводе Срезневского долгое время служил пособием для изучения латинского языка в семинариях; до появления в 1893 году перевода А. А. Фета он был единственным полным переводом «Tristia».
Вместе с вышедшей в 1794 году «Одой пчелиной матке», в которой Срезневский воспевал императрицу Екатерину II (в виде пчелиной матки) и разбирал в иносказательной форме жгучие вопросы того времени, касавшиеся Французской революции, польского движения и др., — «Плач» выдвинул Срезневского как писателя и способствовал сближению его с кружком московских литераторов. Из числа друзей Срезневского в тетрадях его сохранились упоминания о А. Ф. Мерзлякове, А. И. Тургеневе и А. Ф. Воейкове.

## Работа
В 1796 году Срезневский окончил курс университета с серебряною медалью и поступил домашним секретарём к князю Г. П. Гагарину; затем 7 сентября 1797 года был принят бакалавром в учительский институт при Московском университете; 9 марта 1798 года после представления и произнесения перед профессорами рассуждения «De praecipuis characteribus et officiis optimi praeceptoris», он получил место учителя географии и истории в университетской гимназии, где и оставался до 1804 года. В этот период им были напечатаны: «Речь о любви к отечеству» (три раза в 1799—1809 годах без фамилии автора), «Жизнь Екатерины Великой» с приложением «Надгробной песни Екатерине Великой» (1801), «Протекший век или исторический взгляд на важнейшие происшествия осьмагонадесять столетия» (1801—1808, 4 тома: первые три — перевод с немецкого, четвёртый — извлечение из Сегюра) и несколько стихотворений без подписи в изданиях Московского университета.
12 февраля 1804 года Срезневский был удостоен степени магистра философии и свободных наук и вскоре за тем приглашён П. Г. Демидовым в открывавшееся тогда Ярославское Демидовское высших наук училище на кафедру «словесности древних языков и российского красноречия» (с 1 мая 1804 года); при открытии училища 29 апреля 1805 года Срезневским была произнесена речь «О любви к отечеству» (переработка его речи 1799 года, впоследствии напечатанная в «Украинском вестнике» 1816 года). В училище Срезневский преподавал эстетику, историю еврейской и греческой литературы, риторику и поэтику, позже логику, занимался с студентами чтением классиков и переводами на латинский с русского, наблюдал за библиотекой; кроме того, с 1805 по 1806 год был инспектором, с 1806 по 1808 год секретарём совета, с 1808 по 1809 год главным смотрителем благородного пансиона при училище и, наконец, некоторое время проректором. Ученые занятия Срезневского в Ярославле направлялись по преимуществу на собирание и обработку материалов для работы его по всеобщей истории литературы; краткое изложение начальной части этого труда находится в его речи «О странствовании муз или о некоторых промежутках времён, в которые художества и науки изящные у разных народов процветали, и о причинах, служащих для оных поощрением» (1807). Из других литературных произведений за те же годы известны: речь «О воззрении мыслящего человека на благотворительные заведения» (1808), «Гимн благотворению» (1810), «Ода вел. кн. Екатерине Павловне и супругу её светлейшему принцу Георгу Голштейн-Ольденбургскому при посещении ими Демидовского училища» (1810).
В 1812 году после смерти профессора Харьковского университета И. С. Рижского на кафедру российского красноречия и поэзии советом университета был избран Срезневский. Как видно из «Обозрений публичных чтений» Харьковского университета, Срезневский преподавал здесь российскую словесность, эстетику и начала критики (в некоторых обозрениях прибавлялось: «а если время позволит, аналитическую историю изящных наук и искусств»); в обозрении 1819—1820 года к этим курсам присоединился новый предмет — славянский язык. Русскую словесность Срезневский рассматривал как логическое продолжение словесности древней, поэтому соединял её преподавание с критикой писателей греческих и римских. Через год по вступлении в число профессоров Харьковского университета Срезневский был удостоен звания доктора свободных наук. Помимо преподавания Срезневский принимал участие и в административной деятельности университета, занимая должность члена училищного комитета (1813—1819), члена комитета испытаний (1815—1819, визитатора для осмотра гимназий в Курской и Воронежской губерниях (1813) и с 1815 по 1817 должность инспектора студентов. Учёно-литературная деятельность Срезневского за харьковский период его жизни, кроме чтения лекций, выразилась в произнесении нескольких речей на университетских актах (в 1812 и 1814 годах), далее в участии в трудах общества наук при Харьковском университете, деятельным членом которого он был и в котором состоял директором отделения наук словесных и секретарём общества, наконец — в сотрудничестве в повременных харьковских изданиях — «Харьковском Демокрите» и «Украинском вестнике»; что касается до последнего, то можно думать, что самая инициатива этого издания, руководимого учениками Срезневского — Р. Т. Гонорским и Е. М. Филомафитским вместе с Г. Ф. Квиткой, принадлежала Срезневскому; в обоих изданиях было напечатано много произведений Срезневского: в первом — мелкие стихотворения, эпиграммы, песни, сатиры, во втором — оды оригинальные и переводные, переложение псалмов и статья «Славянская мифология, или О богослужении русском в язычестве». Несколько переводов Срезневского за это время (три оды Горация) было напечатано и в «Трудах казанского общества любителей отечественной словесности», действительным членом которого Срезневский состоял с 1812 года.

## Характеристика
Срезневский умер 12 сентября 1819 года и похоронен в Харькове на старом кладбище у церкви Каплуновской Божией матери. Памяти покойного были посвящены стихи одного из его учеников, Райдоровского, «Мысли при гробе наставника моего И. Е. Срезневского», напечатанные тогда же в «Украинском вестнике». В них автор отмечает как отличительную его черту «смирение» и «дух братства и любви»; то же качество его отмечается и в краткой современной записке о его жизни, где говорится, что он «образованию юношества посвящал себя более по доброй склонности души своей, нежели по долгу, и потому многих содеял признательными навсегда к истинным своим благодеяниям»; о близких, дружелюбных отношениях его к студентам в бытность инспектором упоминает и сын его, И. И. Срезневский, в воспоминаниях о матери.
В своей литературной деятельности Срезневский является с одной стороны оратором, с другой — поэтом; из самостоятельных научных статей Срезневского известна только одна — «Славянская мифология», все другие суть или переводы, или компиляции.
Что касается до его речей, то они несомненно занимают первенствующее место в его литературных работах; произносившиеся большею частью по обязанности, на торжественных актах, они тем не менее дышат жизнью, передают действительные убеждения автора, и в этом отношении ценны, как его характеристика. «Речь о любви к отечеству», — по мнению самого автора его лучшее произведение, — даёт нам облик Срезневского, как гражданина-патриота, ставящего целью своей жизни службу родине. В упомянутой выше латинской речи он высказывает свои соображения относительно необходимых качеств наставника юношества и свою мысль о первенствующей нежности правильного в деле преподавания метода. Вопрос о воспитании, несомненно более всех других интересовавший Срезневского, обсуждается им также в речах «О преимуществах общественного воспитания пред домашним» и «О любви к отечеству». В них Срезневский признавал серьёзное преимущество за «публичным» воспитанием, как в отношении более успешного и быстрого развития детей, так и в отношении общественном, как средство сближения различных семейств и прекращения «фамильных распрей», а для государства, как помощь к возрождению «духа общественности»; домашнее воспитание, находившееся в то время в руках иностранцев, по мнению Срезневского, большею частью не приносит пользы родине, напротив — нередко «вкореняет отвращение к добродетели и отечеству». Широкое развитие просвещения считалось Срезневским насущной потребностью государства; в связи с этим он находил необходимым дать нормальную постановку делу преподавания, поднять значение учащих и оградить их от притеснений со стороны гражданских властей.
Главная масса стихотворных произведений Срезневского суть переводы классиков — Овидия и Горация, далее Авзония, значительно меньше Вергилия; в числе латинских авторов, которых переводил Срезневский, можно назвать и писателя XVI века — француза, писавшего по латыни под именем Марка Антония Мурета. Из переводов Срезневского с греческого известны только «Эрот и пчёлы» Феокрита и начало перевода «Одиссеи». Кроме того, в тетрадях его сохранилось несколько переводов с французского (отрывок из «L’art, poetique» Буало), с немецкого и с английского. К числу переводов следует отнести распространённое переложение «Песни песней» — «Брак Соломонов» и ряд переложений псалмов. Как особенность переводов Срезневского, бросается в глаза его стремление к рифмованию: и оды Горация, и «Tristia», и «Одиссея» и др. — всё переведено рифмованными стихами. Оригинальные стихотворения Срезневского чрезвычайно разнообразны и по стилю и по содержанию: здесь есть оды, гимны и оратории, поэмы, песни, басни, эпиграммы, эпитафии и пр. Русские стихотворения Срезневского не обладают поэтическими достоинствами; лучше других его песни в псевдонародном стиле. К числу оригинальных стихотворений Срезневского надо присоединить и его латинское стихотворение «Reditus ad universitatem», написанное по поводу возвращения его под кров университета после частной службы у князя Гагарина.